# Duboko (Užice)
Duboko (Servisch cyrillisch Дубоко) is een plaats in de Servische gemeente Užice. De plaats telt 847 inwoners (2002).